# ルンギー

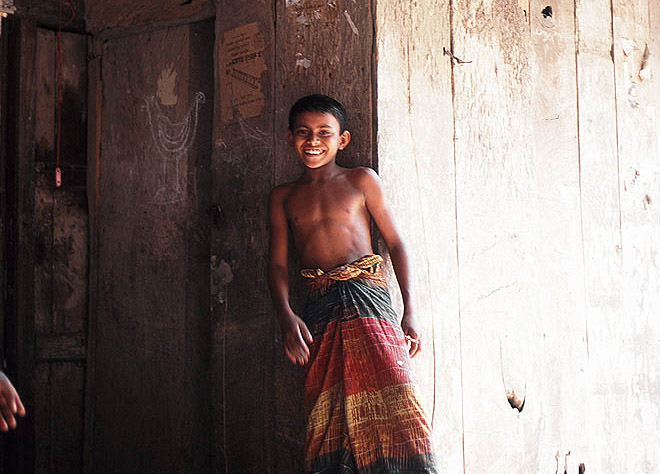
バングラデシュNarail村の青年。腰にルンギーを巻いて結んでいる。

ルンギー (英語: lungi, ベンガル語: লুঙ্গি,  マラーティー語, ヒンディー語: लुंगी, ウルドゥー語, サライキ語, パンジャーブ語, シンド語:لنگی, テルグ語: లుంగీ オリヤー語:ଲୁଙ୍ଗି,  マラヤーラム語: ലുങ്കി, タミル語: லுங்கி, or Saram(சரம் ) 
別名サロンとは、腰に巻かれる伝統的衣装である。
インドネシア・バングラデシュ・インド・パキスタン・スリランカ・ビルマ・ブルネイ・シンガポール・ソマリ半島・アラビア半島南部で普及している。特に高温湿潤のためにズボンでは不快となる地域で人気がある。

## デザイン
ドウティがシーツ状の一枚布であるのと違って、ルンギーはスカートのように筒状に縫われている。
ルンギーは特に暑い地方で着用される。
安価な開放ルンギーは、寸法は同じであるが筒状には縫われていない。
標準的な大人用ルンギーは、展開すると高さ115cm・横幅200cm のサイズになる。子供用ルンギーは約2/3のサイズである。
標準的なものは綿素材であり、様々なデザインと色のバラエティがある。絹のルンギーは結婚式などのセレモニー用途である。
最も一般的なスタイルは単色または格子模様で、これは織機にて容易かつ安価に製造できるパターンであることによる。
青色は他の色と差別化でき、かつ心地よい色合いのために、特に人気がある。
色やデザインによらず、多くのルンギーは上部と下部に白黒のストライプが入っており、これはほつれ防止のための強化加工である。

## 用途
その地域の伝統によって、ルンギーは女性や男性が着用している。
結び方や締め方のバリエーションは様々であり、着用されるシーンは日常生活から結婚披露宴など多岐にわたる。
日常生活での利用では、単純に二重結びで着付ける形が最も一般的である。
ルンギーの上端二点を引っ張って、約２回ほど結び、両端を腰の中に入れる形で着用する。
また、上端２点を単純な蝶結びにして安全に結ぶという形の着用も一般的である。
ルンギーの丈の長さは調整することができ、腰にタックインすることでショートスカートとしても着ることができる。

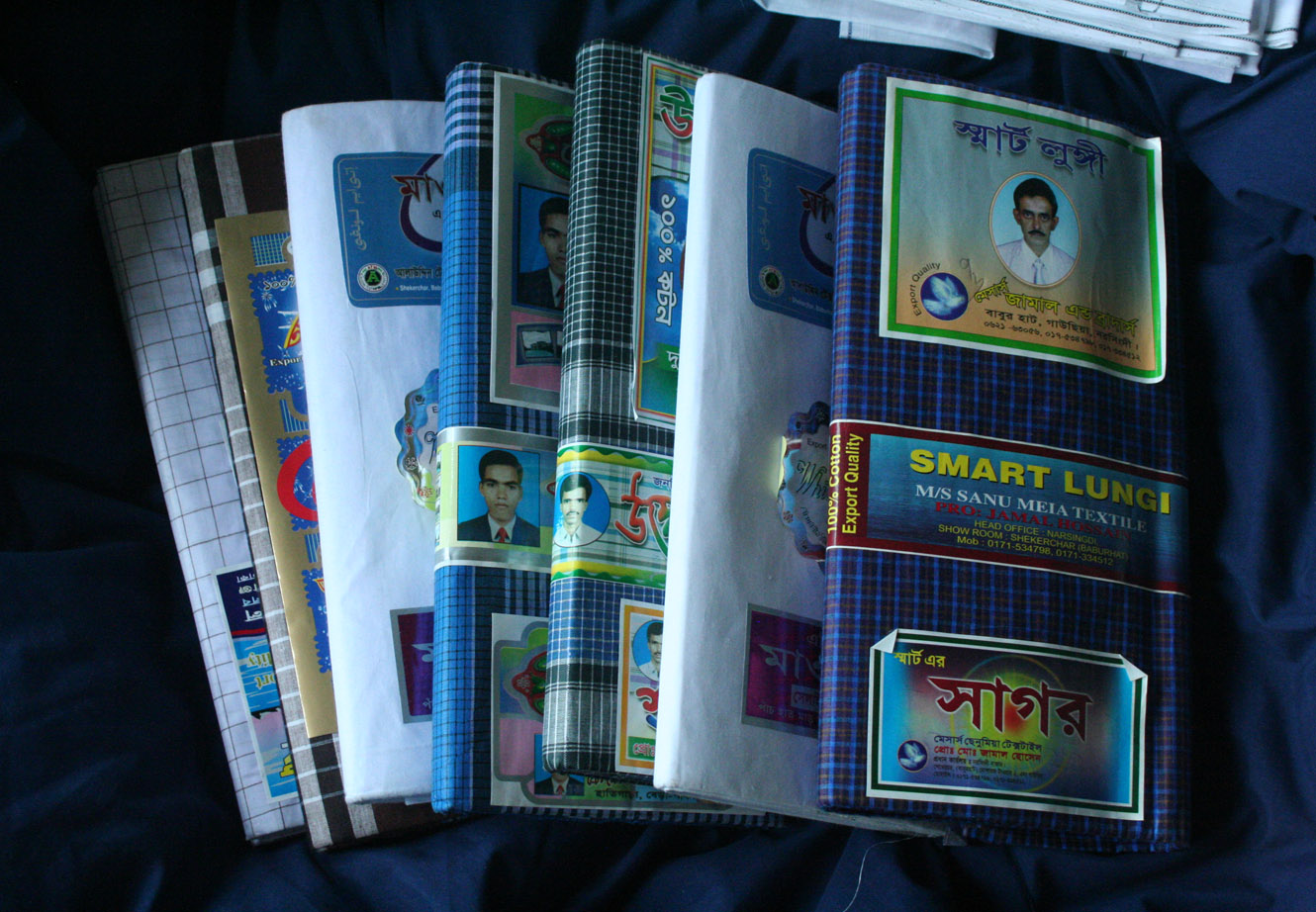
バングラデシュ・ダッカにて購入したルンギー
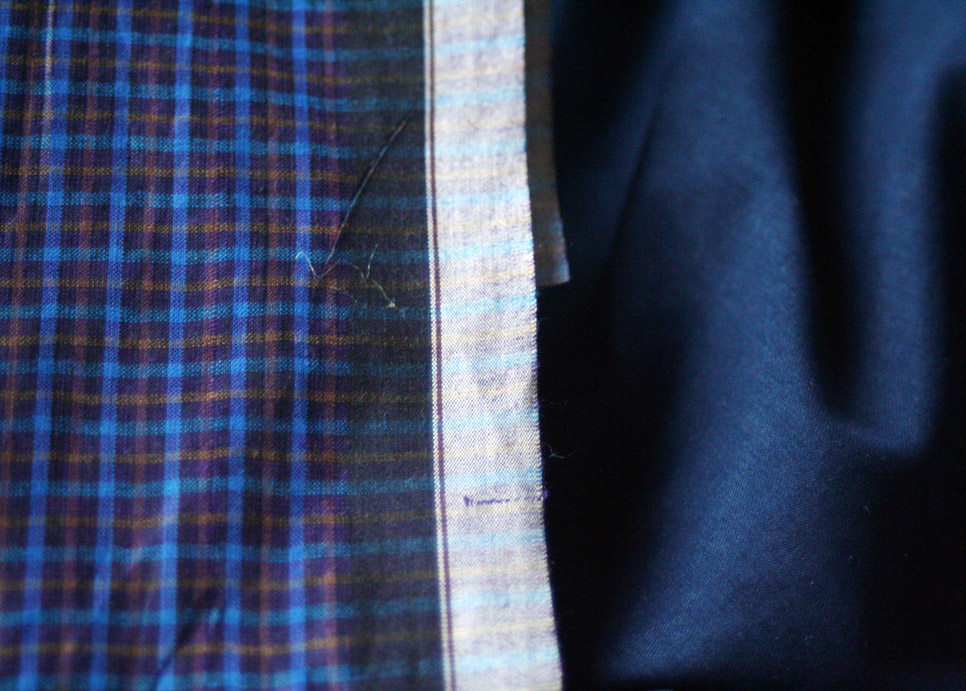
バングラデシュのルンギーの端

## 地域でのバリエーション

### バングラデシュ

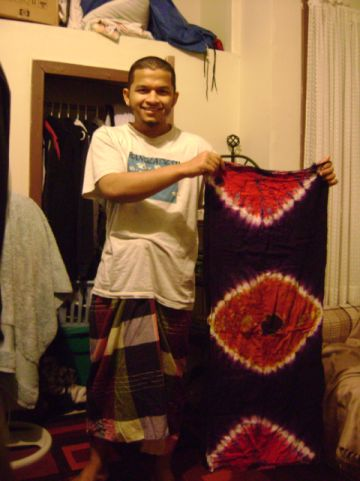
オーストラリアシドニー出身のバングラデシュ人俳優Zubair Hasan。伝統的ルンギーを着用し、カラフルなルンギーを手に取っている。

ルンギー(ベンガル語: লুঙ্গি /luŋɡi/)はバングラデシュの男性で最もよく見られる服装であるが、ふつうはフォーマルな場では着られない。
バングラデシュでは、ルンギーは男性の着る服であり、屋内ではほとんどの時間、屋外ではかなりの場合に着られる。
ベンガル人の結婚式では、精巧にデザインされた、タータン調のコットン・batik・シルクのルンギーが新郎によく贈られる。
典型的なバングラデシュ人のルンギーは、継ぎ目のない筒状になっており、他の南アジア・東南アジア地方では一枚布であるのと異なっている。
バングラデシュでは、ルンギー産業は Sirajganj・Kustia・Khulna地方に集中している。
東南バングラデシュの非ベンガル部族の女性は類似の衣装を身につけるが、ベンガル人女性は伝統的にルンギーを着用しない。

### インドネシア
インドネシアでは Sarung と呼ばれ、ルンギーのようにポピュラーな服装である。
インドネシア人の多くはSarungを宗教行事の際に着用し、インドネシアの伝統衣装と見なされている。
インドネシアではSarungは、バティックのように様々な芸術デザインがなされており、単色・矩形・カリマンタン（ボルネオ島）の Samarindan Batikなどが存在する。
伝統的なジャワ語では織物を意味するKainとして知られ、それは最もインドネシア人に普及している衣装であり、とりわけスマトラ島・ジャワ島・バリ島では普及している。

### ミャンマー
ミャンマーでは、ルンギーはビルマ語でロンジー (longyi)と呼ばれる。
男性のルンギーはバソー (英語: paso, ビルマ語: ပုဆိုး)、女性のはタメイン(英語:htamain, ビルマ語: ထဘီ)と呼ばれる。
ルンギーの素材はコットン・シルクなど様々であり、フォーマル・インフォーマル両方で着用される。

### ソマリア
ソマリアでは、ルンギーはmacawisと呼ばれ、ソマリア男性の普段着として普及している。
伝統的なmacawisの色は白であったが、ソマリアは東南アジア島嶼部やインド半島との香辛料の道の途中であったため、西アジアスタイルのカラフルなルンギーが国に持ち込まれた。

### インド

ルンギーを纏うオリヤー人の男性。オリッサ州バーレーシュワル県

インドでは、ルンギーの着方は州によって異なっている。

ハリヤーナー州では、男性用の寝間着とされる。

### パキスタン
パキスタンでは、ルンギーはパンジャーブ地方とシンド州で着られている。
過去には広い層で着られていたが、現在ではパンジャーブでは減少し年長者が着る服となり、若者はサルワール・カミーズを着るようになってきている。
しかし夏の暑い数ヶ月間は、パンジャーブ男性の屋内でのカジュアルな夜間服として着られている。
南パンジャーブやシンド州では、ルンギーは女性の一般的な服であり、多々の刺繍・パターンがルンギーになされている。
シンド州では、ルンギーは最も一般的な下位カーストと農民の服である。上位階級(多くはバローチー人・ラージプート階級)は、だぶだぶのバローチー様式のサルワールを着ることが多い。
パンジャーブのJhangvi方言では、ルンギーはMajhliと呼ばれるが使われなくなってきており、サルワールと言うようになってきている。

### イエメン
イエメンではこの種の衣類はFutahと呼ばれ、全年齢の男性らに着用されている。

### オマーン
オマーンではこの種の衣類はIzaarと呼ばれる。白のIzaarはThobeと呼ばれ足下まで長い。
カラーのIzaarは漁師などThobeを着ない単純労働時に着用される。
膝までの長さのIzzarは伝統的な舞踊衣装として、重ね着の外装として用いられる。

### サウジアラビア
サウジアラビアでは、この衣服はイザール（Izaar）と呼ばれる。アスィール州のような南西部に住む部族民は、イエメン北部の部族が使用するものと同様に、一般に独自の織りのイザールを着用する。それはしばしば色が黒く、縫い目がなく、タッセルがついているかもしれない。 他のサウジアラビア人は、着やすい室内服として、または寝間着として、バングラデシュ、インドまたはインドネシアから輸入された格子縞または縞模様のイザールを着用することがある。漁師も着用している。

### ブルネイ・インドネシア・マレーシア・シンガポール
マレー半島のこれらの地域ではサロンと呼ばれ、Lungeeと似ている。だがLungi として呼ばれることはない。